# JPEG File Interchange Format
JPEG File Interchange Format（JPEGファイルインターチェンジフォーマット）とは、一般的にJFIF（ジェイフィフ）とも呼ばれるJPEG画像ファイルの一種。
JPEGの圧縮アルゴリズムを利用して画像データが圧縮されファイルサイズが小さくなるため、web上での画像配信に広く利用されている。

## 概要
JPEGの標準的なフォーマットとして知られており、ほとんどのウェブブラウザやイメージビューアで表示することができる。また、画像データだけでなく解像度やアスペクト比などの画像に関するメタデータも含まれている。
1991年に策定されたこの規格は、アメリカのC-Cube Microsystems社が提唱・開発したものである。当時ではJPEG規格が標準のファイル形式として定義されていなかったため、JFIFは標準形式として普及した。現在では、JPEG規格が改定されたことにより2011年にITU-T（ITU Telecommunication Standardization Sector）が、2013年にはISO/IEC（International Electrotechnical Commission）によってJPEG規格の一部となった。

## 利点
- jfifファイルは非可逆圧縮を使用しているため、圧縮率を高くすると画質が低下する傾向にある。しかしファイルサイズが小さいため、ストレージの節約やデータ転送の高速化に役立つ[2]。
- jfifは離散コサイン変換(DCT)と呼ばれる技術を使用して、画像データを周波数成分に分解し高周波成分を削減することで圧縮を行っている。この圧縮技術により、元の画像との視覚的な差異を最小限に抑えつつ、ファイルサイズを大幅に削減できる[2]。
- jfifはプログレッシブ表示に対応しており、画像は徐々に鮮明になっていく様子として表示される。これにより低速なネットワーク環境でも画像の全体像を早い段階で把握することが可能である[2]。

## 欠点
より一般的な拡張子である「.jpg」の方がより互換性が高く、多くのソフトウェアやデバイスで開くことができるので、「.jfif」から「.jpg」にリネームして使用することが推奨される。
また、どのJPEGプロセスもJFIF(JPEGファイル交換形式)の構文によってサポートされているものの、ファイル交換の目的に対してはJPEGベースライン・プロセスの使用が強く推奨される。